# Erwin Windegger
Erwin Windegger (* 21. August 1958 in Meran) ist ein italienischer deutschsprachiger Regisseur, Theater- und Musicaldarsteller aus Südtirol in Italien.

## Leben
Erwin Windegger wuchs in Meran auf und wechselte seine Wohnorte nach Wien, Hannover und Bozen. Er trat vor seinen Theater- und Musicalauftritten mit zahlreichen Bands im In- und Ausland auf. Seine erste Bühnenerfahrung im Theater machte er im Jahre 1991 im Stadttheater Meran. Schon bald darauf tourte er als freischaffender Künstler durch Deutschland, Österreich und die Schweiz und es folgten Auftritte auf den Bühnen des Deutschen Theaters München, in der Alten Oper Frankfurt, im Kölner Musical Dome und im Berliner Theater am Kurfürstendamm. Er gastierte an der Oper Graz, in Wien an der Volksoper, dem Raimund-Theater, dem Ronacher, dem Akzent und dem Metropol, an der Staatsoper Hannover, am Staatstheater Kassel, an den Stadttheatern Klagenfurt, Augsburg und Bozen, Bühne Baden, sowie bei den Sommerspielen Bad Hersfeld, Feuchtwangen und Stockerau.
In den Jahren 2004/05 inszenierte Erwin Windegger für die Vereinigten Bühnen Bozen die Musicals Evita und Jesus Christ Superstar. Im Jahre 2008 spielte er in der 164. Folge der Fernsehserie Ein Fall für zwei die Rolle eines Rockstars.
Seit der Spielzeit 2016/2017 ist Windegger festes Ensemblemitglied des Gärtnerplatztheaters München.
Windegger ist mit der Sängerin, Chorleiterin und Schauspielerin Jessica Blume verheiratet und hat zwei Töchter.

## Werke

### Musicals
- Sweeney Todd
- Der König und ich
- Der Mann von La Mancha
- La Cage aux Folles
- Les Misérables
- Kiss me, Kate
- The Rocky Horror Show
- Jesus Christ Superstar
- Evita
- Der Goggolori
- Blutsbrüder
- Into the Woods
- Sunset Boulevard
- Chess
- Wake Up
- Guys and Dolls
- Männer
- Singin’ in the Rain
- West Side Story
- Anything Goes
- Der Mann von La Manche
- Tschitti Tschitti Bäng Bäng
- Der Zirkusprinzessin
- Die Entführung aus dem Serail
- Gefährliche Liebschaften
- Das Lächeln einer Sommernacht

### Schauspiel
- Jedermann
- Der Zerrissene
- Amerika
- Der tollste Tag
- Die Dreigroschenoper
- Der Kirschgarten
- Die 39 Stufen

### Theaterregie
- Evita
- Jesus Christ Superstar

### Filmografie
- Ein Fall für zwei (164. Folge)

## Auszeichnungen
- 2022: Bayerischer Kammerschauspieler